# Миллер, Дональд
Дональд «Дон» Миллер (родился 12 августа 1971 года) — американский писатель и бизнесмен. Генеральный директор маркетинговой компании StoryBrand. Автор очерков и о вере, боге и самопознании. Книга Миллера «Blue Like Jazz» стала бестселлером по версии «Нью-Йорк Таймс» за 2003 год.

## Творчество
В возрасте 21 года основал издательскую компанию Coffee House Books. Регулярно пишет книги по вопросам религии и самопознания:
- 2000: «Prayer and the Art of Volkswagen Maintenance»
- 2003: Blue Like Jazz. Вошла в список бестселлеров по версии New York Times.
- 2004: «Searching For God Knows What». Рассуждения о том, как традиционное понимание Евангелия согласуется с теорией личности.
- 2005: «Through Painted Deserts» — переработанная версия книги «Prayer and the Art of Volkswagen Maintenance» (2000).
- 2006: «To Own A Dragon». Автобиографическая книга о взрослении без отца. Книга * 2009: «A Million Miles in a Thousand Years».
- 2015: «Scary Close». Рассуждения о личных отношениях.
- 2017: «Building a StoryBrand». Рассуждения о методах маркетинга (в 2020 году вышел перевод на русский).

## Общественная работа
В 2009 году Миллер входил в состав Президентского консультативного совета по отцовству и здоровым семьям (Presidential Advisory Council on Fatherhood and Healthy Families) при администрации Барака Обамы.
Является основателем The Mentoring Project, некоммерческой организации, которая сотрудничает с местными церквями в деле воспитания молодых людей без отца.

## Личная жизнь
В 2013 году женился на Элизабет Мильтенбергер. Пара проживает в Нэшвилле, штат Теннесси.